# Luca Fumagalli
Luca Fumagalli (né le 29 mai 1837 à Inzago et mort le 5 juin 1908 à Milan) est un pianiste, compositeur, et professeur de musique italien.

## Biographie
Luca Fumagalli étudie au conservatoire de Milan. Il se produit à Paris en 1860. Il enseigne le piano au conservatoire de Philadelphie et, plus tard, à Milan. Son opéra Luigi XI est créé au Teatro della Pergola à Florence en 1875. Il compose également une Seesinfonie et un certain nombre de pièces pour piano virtuose.
Les frères de Luca Fumagalli, Carlo, Disma, Adolfo et Polibio sont également connus comme pianistes et compositeurs.

## Sources
- (de) Cet article est partiellement ou en totalité issu de l’article de Wikipédia en allemand intitulé « Luca Fumagalli » (voir la liste des auteurs).